# Mougon-Thorigné
Mougon-Thorigné – dawna gmina we Francji, w regionie Nowa Akwitania, w departamencie Deux-Sèvres. W 2013 roku liczba ludności wynosiła 3390 mieszkańców. 
Gmina istniała w latach 2017–2018. Została utworzona 1 stycznia 2017 roku z połączenia dwóch ówczesnych gmin: Mougon oraz Thorigné. Siedzibą gminy została miejscowość Mougon. W dniu 1 stycznia 2019 roku nastąpiły kolejne zmiany administracyjne. Z połączenia trzech ówczesnych gmin – Aigonnay, Mougon-Thorigné oraz Sainte-Blandine – powstała nowa gmina Aigondigné. Siedzibą gminy została miejscowość Mougon. 